# Кучер, Николай Иванович
Николай Иванович Кучер (укр. Микола Іванович Кучер; род. 24 августа 1959, село Гордеевка, Тростянецкий район, Винницкая область) —  украинский политик. Народный депутат Украины VIII и IX созыва. Заслуженный работник сельского хозяйства. Кандидат сельскохозяйственных наук.

## Образование
- Николай Иванович окончил Украинскую сельскохозяйственную академию в 1981 году, агрономический факультет, по специальности «учёный-агроном». В 1989 году окончил аспирантуру в сельхозакадемии и защитил кандидатскую диссертацию[1].

## Карьера
- 1981 год — становится главным агрономом колхоза им. Петровского с. Тростянчик Тростянецкого района.
- 1985—1989 годы — заместитель председателя правления и секретарь парткома колхоза «Победа» с. Летковка Тростянецкого района.
- 1989—1992 годы — председатель Тростянецкого районного агропромышленного объединения.
- 1992—1994 годы — начальник управления сельского хозяйства и продовольствия Тростянецкой райгосадминистрации
- 1994—1999 годы — начальник управления агропромышленного комплекса Винницкой облгосадминистрации.
- 1999—2000 годы — директор Департамента агропромышленного комплекса и заместитель председателя правления Государственной акционерной компании «Хлеб Украины», г. Киев.
- 2000—2002 годы — первый заместитель председателя правления ГАК «Хлеб Украины».
- 2002—2004 годы — председатель правления ГАК «Хлеб Украины».
- С января по август 2004 года — заместитель генерального директора ООО «Торгово-транспортная компания», г. Киев.
- С августа 2004 по март 2013 года — директор ЗАО «Зернопродукт МХП».
- С 2005 года — член Украинской народной партии.
- С 2010—2014 годы — депутат Винницкого областного совета от Украинской народной партии, член постоянной комиссии областного совета по вопросам административно-территориального строя и взаимодействия с органами местного самоуправления.
- С марта 2013 по октябрь 2014 года — директор Департамента производства продукции растениеводства и животноводства ПАО «Мироновский хлебопродукт».
- С ноября 2014 года — народный депутат Верховной рады Украины VIII созыва, одержал победу по одномандатному избирательному округу № 17 (Винницкая область)[2].
- С августа 2019 года — народный депутат Верховной рады Украины IX созыва, одержал победу по одномандатному избирательному округу № 17 (Винницкая область).
- 25 декабря 2018 года включён в санкционный список России[3].

## Членство в депутатских группах
- Член Комитета Верховной Рады Украины по вопросам аграрной политики и земельных отношений[4].
- Член группы по межпарламентским связям с Республикой Казахстан[5].
- Член группы по межпарламентским связям с Канадой[6].
- Член группы по межпарламентским связям с Соединёнными Штатами Америки[7].
- Член группы по межпарламентским связям с Французской Республикой[8].
- Член группы по межпарламентским связям с Федеративной Республикой Германия[9].
- Член группы по межпарламентским связям с Китайской Народной Республикой[10].
- Член группы по межпарламентским связям с Республикой Польша[11].

## Семья
- Жена — Кучер Наталья Афанасьевна[12].
- Сын — Кучер Александр Николаевич[13].
- Дочь — Билозир Лариса Николаевна[1].